# Nada Naumović
Nada Naumović (Kragujevac, 22 aprile 1922 – Kragujevac, 21 ottobre 1941) è stata una scrittrice e poetessa serba.
Naumović è stata uccisa dai nazisti. A lei è dedicato un monumento di marmo bianco nella località di Sumarice, uno dei "cancelli della sumadija", appena fuori dalla zona abitata del noto quartiere Erdoglija nell'area sud della città di Kragujevac.